# Danny MacAskill
Daniel "Danny" MacAskill, né le 23 décembre 1985 à Dunvegan, est un trialiste VTT professionnel britannique rattaché à la marque de vélo Santa Cruz.
Il naît et grandit à Dunvegan, sur l'île de Skye en Écosse et commence le trial très jeune. Il abandonne son métier de mécanicien afin de pouvoir pratiquer à plein temps le vélo et vit désormais à Glasgow. Du haut de son 1,76 m, il survole sa discipline qu'est le VTT Trial. Son ancien sponsor, Inspired Bicycles lui a consacré un vélo au nom de son île d'origine : Skye.
Il est maintenant aussi sponsorisé par Red Bull. 
Il apparait dans plusieurs vidéos : Perfect Moment, tournée à Chamonix, en France, Inspired Bicycles, tournée à Édimbourg, en Écosse, Way Back Home, voyage entre Édimbourg et l'île de Skye, à Dunvegan, sa ville natale, en Écosse, Capetown, tournée au Cap, en Afrique du Sud, Industrial Revolution, dans la campagne écossaise, ou plus récemment Imaginate, qui s'éloigne des habituelles vidéos focalisées autour d'un lieu précis, et qui montre une nouvelle approche, plus introspective, de l'inventivité du personnage. Enfin, le film Cascadia a été tourné à Las Palmas de Gran Canaria en 2015.
Il participe aux cascades du film Premium Rush, sorti en 2012.

## Filmographie
| Date           | Titre                                                 | Lieu                                     | Notes                                                                          |
| -------------- | ----------------------------------------------------- | ---------------------------------------- | ------------------------------------------------------------------------------ |
| Avril 2009     | Inspired Bicycles                                     |                                          |                                                                                |
| Juin 2009      | Winter Hill                                           |                                          | Musique de la vidéo signée Doves                                               |
| Septembre 2009 | s1jobs                                                |                                          |                                                                                |
| Novembre 2010  | Way Back Home                                         | Écosse                                   |                                                                                |
| Août 2011      | Industrial Revolutions                                | Écosse                                   |                                                                                |
| Août 2011      | POC Bike Excursion                                    | Suède                                    | avec Daniel Dhers et Martin Söderström                                         |
| Octobre 2012   | Danny MacAskill Takes To The Track With Sir Chris Hoy | Glasgow                                  |                                                                                |
| Juin 2013      | Imaginate                                             | Vieux Glasgow, Musée du Transport        |                                                                                |
| Août 2013      | Danny MacAskill in Taiwan                             | Taichung, Taiwan                         |                                                                                |
| Mai 2014       | Epecuen                                               | Epecuén, Argentine                       |                                                                                |
| Juillet 2014   | Danny MacAskill at the Playboy Mansion                | Playboy Mansion, Los Angeles, États-Unis |                                                                                |
| Octobre 2014   | The Ridge                                             | Cuillin ridge, Skye                      |                                                                                |
| Novembre 2014  | Cortana                                               | La Tamise, Londres                       | Cascades réalisées pour la promotion de Cortana de Microsoft                   |
| Novembre 2015  | This is Drop and Roll                                 |                                          |                                                                                |
| Décembre 2015  | Cascadia                                              | Grande Canarie                           |                                                                                |
| Mai 2016       | Aviemore Spring                                       | Aviemore                                 |                                                                                |
| Octobre 2016   | Wee Day Out                                           | Écosse                                   | Faire du "mountain bike". Bande son : "National Express" de The Divine Comedy. |
| Avril 2018     | Danny MacAskill & Claudio Caluori: Home of Trails     | Suisse                                   |                                                                                |
| Mai 2019       | Danny Daycare                                         | Écosse                                   |                                                                                |
| Janvier 2020   | Danny MacAskill's Gymnasium                           | Glasgow                                  |                                                                                |
| Janvier 2021   | The Slabs                                             | Île de Skye                              |                                                                                |
| Décembre 2022  | Danny MacAskill’s Postcard from San Francisco         | San Francisco                            |                                                                                |

## Distinctions
- Mountain Bike Hall of Fame : 2024